# Banaitja
Banaitja è, secondo la mitologia aborigena australiana, una divinità creatrice, figlio (o padre) di Laitjun o Laintjung, anche se spesso vengono considerate un'unica entità.

## Nel mito
Secondo la leggenda, dopo molti viaggi, gli aborigeni cercarono di uccidere la divinità mentre dormiva; questa alla fine si trasforma in un albero di eucalipto del golfo di Carpentaria. 
Fa parte delle divinità degli antenati dell'Arnhem del nord-ovest, come Djanggawul, Walwilak e Laintjung.
Laitjun, che secondo alcuni rappresentava un suo secondo aspetto, insegnò agli aborigeni l'arte di dipingere il proprio corpo.